# Charles-Joseph Panckoucke

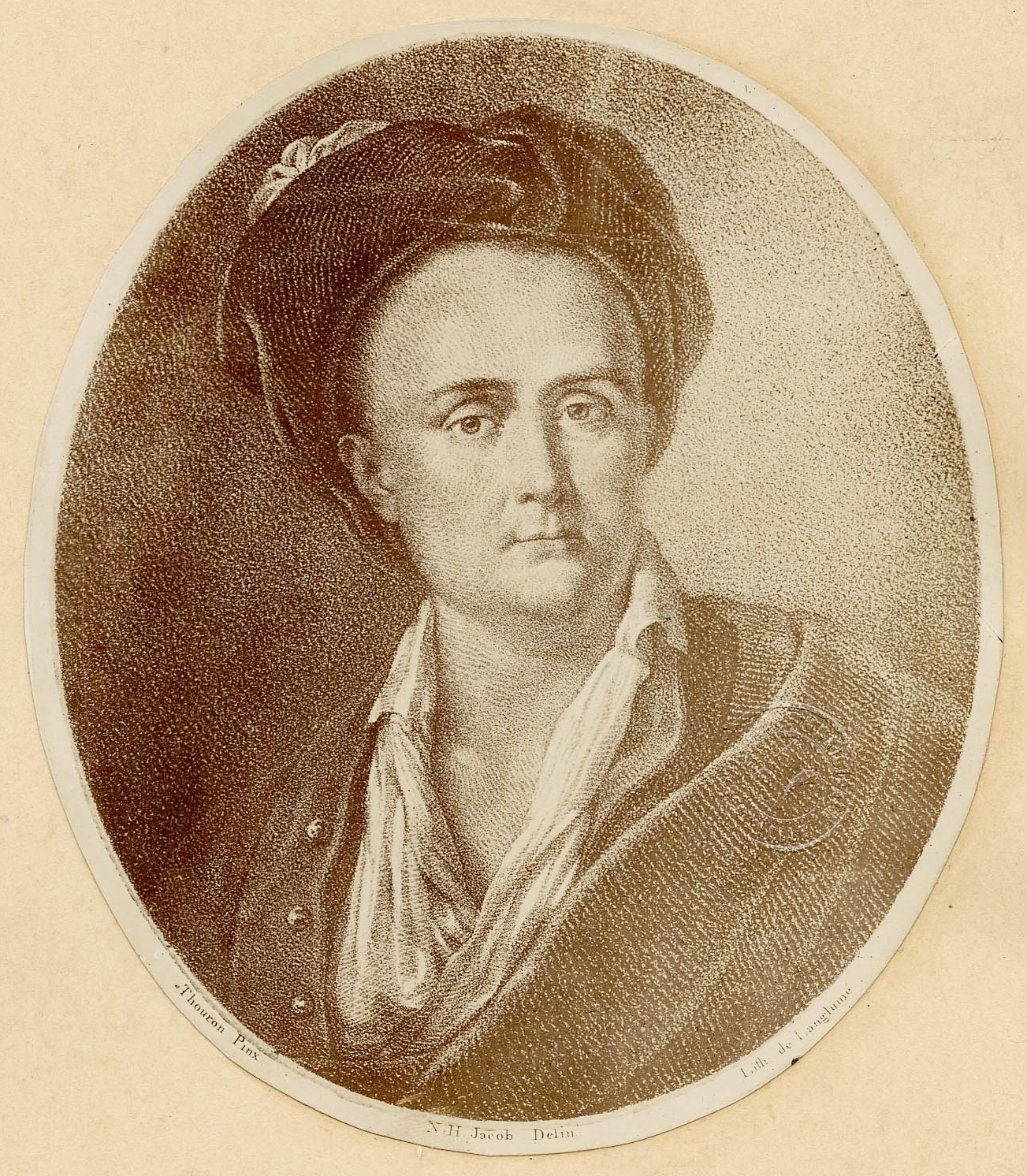
Charles-Joseph Panckoucke

Charles Joseph Panckoucke (* 26. November 1736 in Lille; † 19. Dezember 1798) war ein französischer Schriftsteller und Verleger. Bekannt wurde er vor allem als Verleger der Encyclopédie méthodique und als Begründer der Zeitung Le Moniteur universel. Er verlegte auch ab dem Jahre 1788 das Tableau encyclopédique et méthodique des trois règnes de la nature von Jean-Baptiste Lamarck, Pierre Joseph Bonnaterre, Louis Pierre Vieillot und Jean Guillaume Bruguière.

## Leben
Charles Joseph Panckoucke gehört zu einer französischen Buchdrucker- und Buchhändlerfamilie. Sein Vater André Joseph Panckoucke (1700–1753) war ebenfalls Verleger, Buchhändler und Schriftsteller. Seine Mutter war Antoinette Gandouin (* 1710), die Eltern heirateten 1730 und hatten zwei Kinder, Amélie Panckoucke (1750–1830) und ihren älteren Bruder Charles-Joseph Panckoucke.
Nach einer Lehre bei dem Gründungsverleger der Encyclopédie ou Dictionnaire raisonné des sciences, des arts et des métiers André-François Le Breton ließ Panckoucke sich 1762 in Paris nieder.
Im Jahre 1766 heiratete er Thérèse Couret de Villeneuve (ca. 1750–1823), sie hatten drei Kinder: Antoinette Pauline Panckoucke (1769–1840), Thérèse Charlotte Panckoucke (1775–1838) und Charles Louis Fleury Panckoucke (1780–1844).
Ab 1768 war Panckoucke der amtliche Buchhändler der Königlichen Druckerei und der Akademie der Wissenschaften, libraire-éditeur officiel de l’Imprimerie royale et de l’Académie royale des sciences. Er war jetzt eine wichtige Person des französischen Buchhandels und Verlagswesen.
Panckoucke verfasste unter anderem eine Grammaire raisonnée (Paris 1795) und übersetzte Tasso und Ariost. Er verlegte den Mercure de France, ferner Werke von Buffon, Laharpes Reisen, das große französische Vocabulaire, das Repertoire universel de jurisprudence und die Encyclopédie méthodique, ein thematisch geordnetes Nachfolgewerk der Encyclopédie ou Dictionnaire raisonné des sciences, des arts et des métiers, kurz Encyclopédie, von Denis Diderot und Jean-Baptiste le Rond d’Alembert.
Am 16. Dezember 1768 erwarb er mit dem Buchhändler Jean Dessaint und dem Papiermanufakteur Chauchat die Rechte für weitere und zukünftige Auflagen der Encyclopédie und der Tafelbände.
Dieses umfangreiche Werk wurde bis zum Jahre 1832 publiziert. Die Auflage wurde nach dem Tod von Panckoucke durch seine Tochter Thérèse-Charlotte Agasse weitergeführt, sie war die Witwe seines Partners Henri Agasse (1752–1813).
Im November 1789 begründete er die Zeitung Le Moniteur universel, die bis zu ihrer Einstellung 1901 teilweise im Eigentum der Panckouckeschen Familie verblieb.
Panckouckes Schwester Amélie Suard (1750–1830) war Schriftstellerin und Gastgeberin eines Literarischen Salons, sie war mit Jean Baptiste Antoine Suard verheiratet. Sein Sohn Charles Louis Fleury Panckoucke (1780–1844) war ebenfalls Schriftsteller und Verleger.